# 東家夢助
東家 夢助（あずまや ゆめすけ、1940年9月22日 - 2018年3月31日）は函館市在住の落語家。東京生まれ。本名∶田中　誠。道南落語倶楽部所属。

## 来歴・人物・その他
1940年、東京都中央区の聖路加国際病院で田中誠として産声を上げる。
1947年、東京都港区立白金小学校に入学、幼いころから落語好きだった。
1953年、明治学院中学校に入学。高校時代は上野にある寄席、鈴本演芸場に通った。高校２年のとき落語家を志す。
1959年、明治学院高等学校を卒業。五代目柳家小さんに弟子入り。7年余り修行する。前座名は師匠初の芸名でもある「栗の助」、4月21日に初高座。
1963年、二ツ目に昇進、柳家小三太に改名。
1966年、芸に行き詰まり苦悩。函館に移住し、労音専従事務局員として活動開始。
1968年、「東から歴史を作り上げ、夢を持って人を助ける」の義で東家夢助と改名、出前落語活動を開始する。
1969年、函館民族芸能を守る会を発足、所属する。以後東京・大阪の落語家を招き、落語会、函館寄席を主催する一方、函館市内の町内寄席、職場寄席を開催。
1970年、3月25日に永田慶子と結婚。
1990年、夢助事務所設立。
1991年、NHK函館放送局発信のラジオ番組で自叙伝を放送。
1992年、直木賞作家・高橋義夫著「鄙風堂々」で紹介される。
2018年3月に亡くなった。77歳没。5月26日にお別れの会が開かれた。
- 生前はアマチュア落語家を集めた「全国落語大学」学長を務めた[12]。全国落語大学は2023年終了。

- 著書に、『はい、出前落語です』がある。

- 弟子に、東家喜夢知（きむち）。講釈師の荒到夢形。

## 著書
- 東家夢助『はい、出前落語です―北の噺家=落語活動家の誕生』 草の根出版会、1986年8月、ISBN 978-4876480081、NDLJP:12438421。